# Listă de caricaturiști români
Aceasta este o listă de caricaturiști români:
- Adrian Andronic [1]
- Matty Aslan

- Ion Barbu (caricaturist)

- Alexandru Clenciu
- Nell Cobar

- Lucian Dobârtă [2]
- Pompiliu Dumitrescu

- Traian Furnea

- Burschi (Max Emanuel Gruder)

- Constantin Jiquidi

- Horațiu Mălăele
- Eugen Mihăescu

- Gogu Neagoe [3]

- Nicolae Petrescu-Găină
- Witold Rola Piekarski
- Albert Poch [4][5][6]
- Ștefan Popa-Popas
- Mihai Pânzaru-Pim

- Neagu Rădulescu
- Iosif Ross
- Gabriel Rusu

- Mihai Stănescu

- Eugen Taru

- Godell Țukerman

## Vezi și
- Listă de caricaturiști